# Wildflower Creek
Pour les articles homonymes, voir Wildflower.
 (février 2024).
Wildflower Creek est un ruisseau du comté de Saint-Louis, dans l'État américain du Missouri. Le ruisseau a une longueur de 1,5 mile (2,4 km) et est un affluent du Deer Creek.
Wildflower Creek doit son nom aux fleurs sauvages qui y abondaient.